# Сатоші Кірішіма
Сатоші Кірішіма (яп. 桐島聡, латиніз.: Kirishima Satoshi, січень 9, 1954 — січень 29, 2024) —японський анархіст, терорист, та член антияпонського збройного фронту Східної Азії. Брав участь у теракті на заводі Міцубісі у 1974 році де було вбито восьмеро людей.
Кірішіма переховувався від японської поліції з 1975 року. Він розкрив свою справжню особу в січні 2024 року в лікарні в Канагаві, заявивши, що хоче провести останні дні свого життя, використовуючи своє справжнє ім'я. Виявилося що він жив довгий час під іменем Хіроші Учіда (яп. 内田洋) в Фудзісаві. Помер три дні по тому в Камакурі.
Кірішіма довгий час вважався одним із найбільш розшукуваних злочинців Японії. Його світлина 1973 року, яку можна було знайти в поліцейських дільницях по всій Японії, була добре відома своєю усмішкою і часто пародіювалася.

## Ранні роки
Кірішіма народився в Каннабе, Хіросіма (нині частина Фукуями), 9 січня 1954 року. У квітні 1974 він розпочав навчання на юридичному факультеті Університету Мейдзі Ґакуїн, Токіо, де він познайомився з Йосімасою Курокавою та Хісауті Угаджіном, членами осередку Сасорі (Скорпіон) антияпонського збройного фронту Східної Азії (EAAJAF). Як учасник цього осередку він узяв участь у серії підривів будівель японських корпорацій, зокрема у теракті на заводі Міцубісі у 1974 році де було вбито восьмеро людей.

## Конспіративне життя
У квітні 1975 року було оголошено загальнонаціональний розшук Кірішіми. Він утік після того, як нібито допоміг встановити бомбу, що підірвала частину будівлі в токійському районі Гіндза. Під час вибуху ніхто не загинув. 19 травня 1975 року Масасі Дайдодзі з осередку Вовк, Курокава та п'ять інших ключових членів EAAJAF було заарештовано. Ключ від дому Кірішіми був у Курокави, що привернуло увагу поліції. Бюро громадської безпеки звинуватило Кірішіму в порушенні кримінальних положень щодо контролю за вибуховими речовинами та розмістило плакати з розшуком по всій Японії. 20 травня Кірішіма зняв готівку в банку в Сібуї. 31 травня Кірішіма зателефонував своїй сім'ї в Хіросіму, сказавши своєму батькові, що «я в Окаямі з двома жінками… готую трохи грошей… думаю про втечу за кордон…». Це був останній раз, коли Кірісіма зв'язувався з друзями, родиною чи знайомими.
Насправді він десятиліттями жив під псевдонімом «Хіроші Учіда» і працював підсобником у будівельній компанії в місті Фудзісава (Канаґава). Мешкав Сатоші у старому дерев'яному двоповерховому гуртожитку неподалік від своєї роботи. Він мав прізвисько 'Uchii', а також був великим шанувальником музики. Зокрема серед його улюблених музикантів був Джеймс Браун. Раз на місяць він відвідував музичний захід в барі в Фудзісаві де полюбляв танцювати. За свідченнями сусідів він був спокійним та серйозним, а часом на підпитку грав на гітарі. Схоже, що попри поширеність плакатів розшуку з обличчям Кірішіми, ніхто не здогадувався ким є насправді Учі.

## Розкриття та смерть
25 січня 2024 року японська поліція повідомила, що взяла під варту чоловіка, який, за її словами, назвався Кірішімою з лікарні в префектурі Канагава. На момент арешту Кірішіма був одним із найбільш розшукуваних людей у Японії, уникаючи арешту протягом 49 років попри плакати з його розшуком які було розміщено по всій країні. Чоловік, який назвався Кірішімою, звернувся під своїм псевдонімом до лікарні з приводу невиліковного раку і під час лікування сказав персоналу лікарні, що він — Сатоші Кірішіма-втікач, і що він зробив це зізнання, оскільки відчував, що незабаром помре і хотів прожити те, що залишилося від його життя, під своїм справжнім іменем.
Після того, як чоловік зробив цю заяву, було викликано поліцію, і його заарештували. У чоловіка провели тест ДНК, щоб перевірити, чи справді він Кірішіма, чи зізнання було неправдивим. Його взяла під варту столична поліція Токіо. Хірошіма повідомив слідству деякі подробиці нападу. 29 січня 2024 року він помер від раку. Результати тесту ДНК ще не були готові на момент його смерті, але пізніше показали, що померлим, ймовірно, справді був Кірішіма, що було підтверджено після порівняльних тестів з родичами

## Вплив на культуру
Плакати розшуку з молодим усміхненим Сатоші Кірішімою стали мемом та об'єктом пародій у японській культурі. Крім того, образ чоловіка з довгим темним волоссям що грає на гітарі та підриває корпоративні японські будівлі з терористами-поплічниками сильно нагадує персонажа Джонні Сільвергенда з гри Cyberpunk 2077 якого зіграв канадський та американський актор метис англо-китайсько-гавайського походження Кіану Рівз, проте жодних доказів що саме образ Сатоші надихнув студію CD Projekt Red на створення цього персонажу нема. Українці здебільшого дізнались про історію Сатоші Кірішіми з випуску ютюб-передачі «Beerджест № 25» на каналі «Фарід говорить».